# Canaples

Canaples este o comună în departamentul Somme, Franța. În 1 ianuarie 2022 avea o populație de 704 de locuitori.